# Ewa Lassek
Ewa Lassek (ur. 6 stycznia 1928 w Stanisławowie, zm. 17 lipca 1990 w Krakowie) – polska aktorka teatralna i pedagog.

## Życiorys
W 1950 r. ukończyła Państwową Wyższą Szkołę Aktorskiej w Krakowie. Od 1950 występowała na deskach Teatru Śląskiego w Katowicach (m.in. Ifigenia - Ifigenia w Taurydzie Johanna Wolfganga Goethego), od 1962 - w Starym Teatrze w Krakowie, gdzie grała w przedstawieniach Jerzego Jarockiego (Ewa - Wyszedł z domu Tadeusza Różewicza, Imogena - Cymbelin W.Szekspira, Masza - Trzy siostry i Raniewska - Wiśniowy sad Antona Czechowa, Księżna Irina - Szewcy i Węgorzewska - Matka Stanisława Ignacego Witkiewicza, Baronowa - Garbus Sławomira Mrożka, Konrada Swinarskiego (Żona - Nie-Boska komedia Zygmunta Krasińskiego, Pani - Pokojówki J. Genta), Zygmunta Hübnera, Arsena - Mizantrop Moliera, Krystiana Lupy (Luna Berg - Miasto snu według Alfreda Kubina). 
Lassek kształtowała postaci ze świadomością ich literackiego kontekstu, była wyrazista zarówno w rolach wyrastających zarówno z tradycji psychologicznej, jak i groteski. Jej grę charakteryzowała tzw. umiejętność syntezy, chłodna ekspresyjność i nerwowe napięcie; występy w telewizji (w Teatrze Telewizji, m.in. Arkadina - Czajka Antona Czechowa, Madame Apolinare - Reformator Mykoły Kulisza. Od 1971 praca pedagogiczna w PWST w Krakowie.
Była drugą żoną Jerzego Jarockiego.